# Juan Manuel Santos
Juan Manuel Santos Calderón (sinh ngày 10 tháng 8 năm 1951) là một chính trị gia người Colombia, cựu Bộ trưởng bộ quốc phòng và từng là tổng thống của Cộng hòa Colombia sau khi giành chiến thắng cuộc bầu cử tổng thống Colombia năm 2010 cho đến năm 2018. Ông được trao giải Nobel Hòa bình 2016 vì "những nỗ lực kiên định của ông để kết thúc cuộc nội chiến kéo dài hơn 50 năm ở đất nước mình".

## Tuổi trẻ
Thời trẻ Juan Manuel Santos chủ yếu sống ở Bogotá và học trung học cơ sở và một phần trung học phổ thông tại Colegio San Carlos. Năm cuối phổ thông ông trở thành học viên trường sĩ quan ở Escuela Naval de Cartagena (Học viện hải quân Cartagena), và cũng là nơi ông tốt nghiệp. Ông tiếp tục học tại trường Đại học Kansas với hai bằng trong lĩnh vực Kinh tế học và Quản trị kinh doanh. Trong khi học tại Đại học Kansas ông đã đăng ký gia nhập hội Delta Upsilon Fraternity. Sau đó ông nhận được bằng thạc sĩ trong lĩnh vực Kinh tế học, Phát triển Kinh tế và Quản lý Công ở Trường kinh tế Luân Đôn, trong lĩnh vực Kinh doanh và Báo chí từ Đại học Harvard, và trong lĩnh vực Luật và Ngoại giao từ Trường Luật và Ngoại giao Fletcher.

## Đàm phán với Lực lượng Vũ trang Cách mạng Colombia
Ngày 27 tháng 8 năm 2012, Santos công bố chính phủ Colombia đã tham gia vào các cuộc nói chuyện thăm dò với Lực lượng Vũ trang Cách mạng Colombia (FARC) để chấm dứt cuộc xung đột, một cuộc chiến bắt đầu từ năm 1964 mà đã cướp đi sinh mạng của ít nhất 220.000 người Colombia và khiến gần 6 triệu người nước này phải bỏ nhà cửa. Ông cũng nói rằng ông sẽ học hỏi từ những sai lầm của các lãnh đạo trước đó, những người không thể đảm bảo một cuộc ngừng bắn lâu dài với FARC, mặc dù quân đội vẫn sẽ tiếp tục hoạt động khắp nơi ở Colombia trong khi các cuộc đàm phán tiếp tục diễn ra. Theo một nguồn tin tình báo Colombia giấu tên, Santos hứa sẽ đảm bảo FARC là không ai sẽ bị dẫn độ để xét xử tại một quốc gia khác. Động thái này đã được xem như một nền tảng trong cuộc tìm kiếm hòa bình trong thời gian Santos làm tổng thống. Cựu Tổng thống Uribe chỉ trích Santos cầu hòa bình "bằng mọi giá" trái ngược với sự từ chối đàm phán của người tiền nhiệm ông ta.
Tháng 10 năm 2012, Santos nhận giải Shalom "cho cam kết của ông ta để tìm kiếm hòa bình cho đất nước mình và trên toàn thế giới." Sau khi nhận giải thưởng từ địa phận châu Mỹ Latinh của Đại hội người Do Thái thế giới, Santos nói rằng "Cả người dân ở đây và người dân ở Israel đã tìm kiếm hòa bình trong nhiều thập kỷ," và bày tỏ, Colombia ủng hộ một giải pháp hai quốc gia cho cuộc xung đột Israel-Palestine.
Tháng 9 năm 2016, Santos thông báo rằng một thỏa thuận đã được thực hiện để giải quyết hoàn toàn các tranh chấp giữa chính phủ Colombia và FARC trên cơ sở của quá trình sự thật và hòa giải, trong đó những thủ phạm gây ra lỗi lầm trong suốt những năm xung đột sẽ được ân xá. Tuy nhiên thoả thuận hòa bình giữa chính phủ Columbia và FARC bị bác bỏ trong cuộc trưng cầu dân ý vào ngày 2 tháng 10.

## Nhận Giải Nobel Hoà bình 2016
Trong lễ trao Giải Nobel Hòa bình 2016, ông vượt qua những đối thủ "nặng ký" như Angela Merkel, Edward Snowden và Giáo hoàng Phanxicô trở thành chủ nhân của giải vì nỗ lực của ông giúp chấm dứt chiến tranh ở Colombia.
Sau đó, ông đã trao tặng chiếc cúp cho những người dân chịu ảnh hưởng từ xung đột vũ trang trong vòng nửa thế kỉ qua.